# Шрапкі
Шрапкі (пол. Szrapki) — село в Польщі, у гміні Доміново Сьредського повіту Великопольського воєводства.
У 1975-1998 роках село належало до Познанського воєводства.